# Tersilochus stenocari
Tersilochus stenocari är en stekelart som först beskrevs av František Gregor Jr 1941.  Tersilochus stenocari ingår i släktet Tersilochus och familjen brokparasitsteklar. Inga underarter finns listade i Catalogue of Life.